# Saint-Saphorin
Saint-Saphorin is een gemeente en plaats in het Zwitserse kanton Vaud en maakt sinds 1 januari 2008 deel uit van het district Lavaux-Oron. Voor 2008 maakte de gemeente deel uit van het toenmalige district Lavaux.

## Geboren
- Auguste Rogivue (1812-1869), advocaat, rechter, hoogleraar en politicus